# Kırkgeçit, Pınarbaşı
Kırkgeçit là một xã thuộc huyện Pınarbaşı, tỉnh Kayseri, Thổ Nhĩ Kỳ. Dân số thời điểm năm 2008 là 105 người.